# Ордени Пруссії

Прапор королівства Пруссії

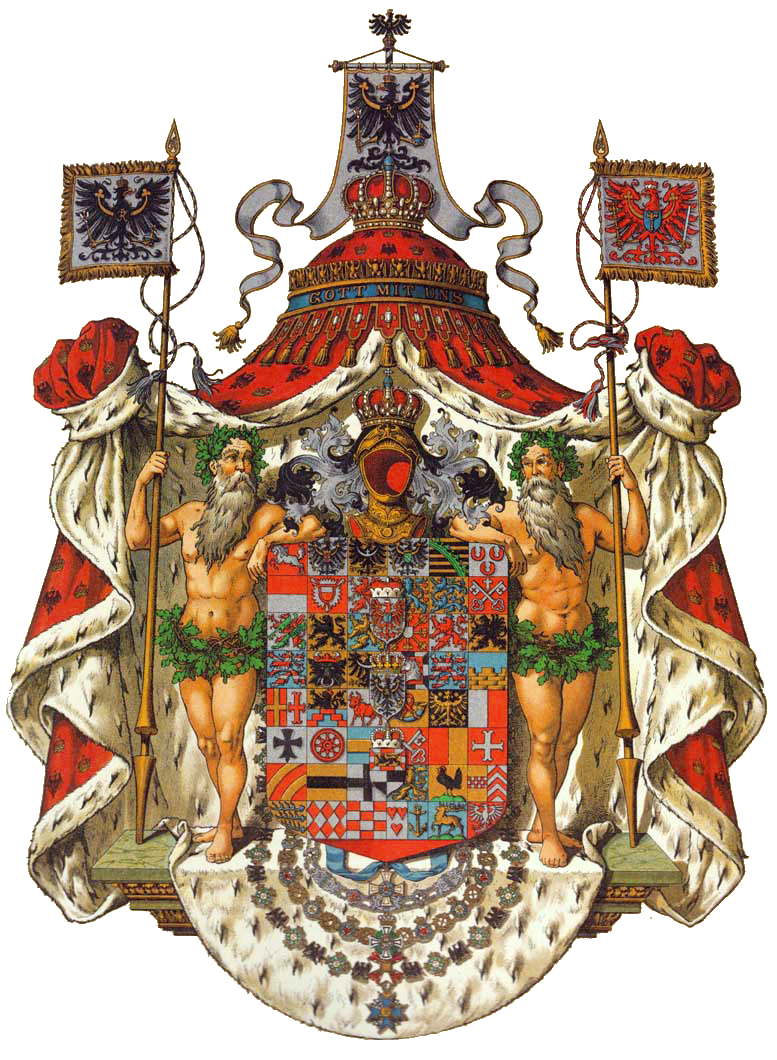
Великий герб королівства Пруссії

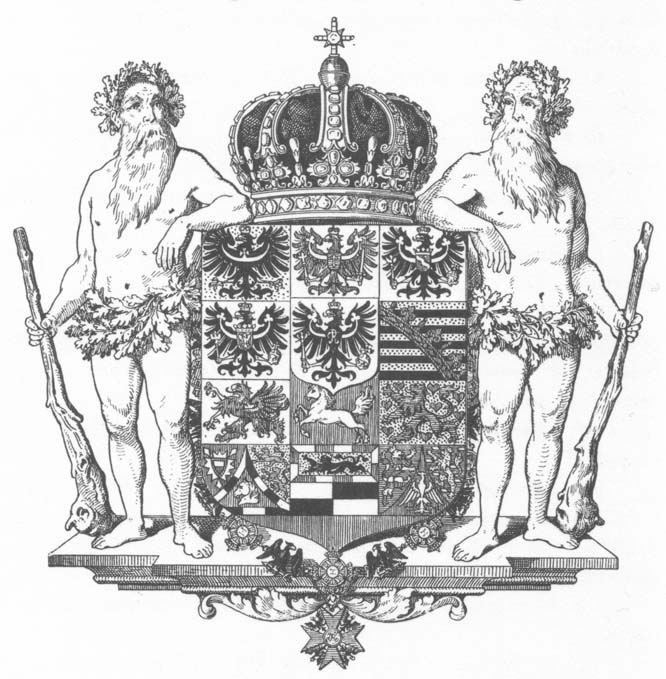
Середній герб королівства Пруссії

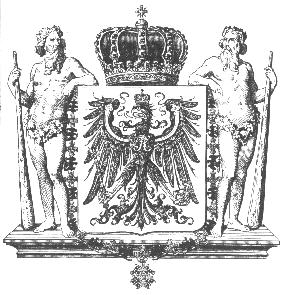
Малий герб королівства Пруссії

Герб Східної Пруссії

- Орден Чорного Орла нім. Hohen Orden vom Schwarzen Adler 18. Januar 1701
- Орден «За заслуги» нім. Orden  Pour le Mérite" 31.05.1740

Орден «За заслуги в науці і мистецтві» (Пруссія) нім. Orden «Pour le Mérite» für Wissenschaft und Künste
- Орден Червоного орла
- Орден Лебедя нім. Schwanenorden
- Орден Корони нім. Kronen-Orden
- Королівський орден Дому Гогенцоллернів 18 січня 1851 року
- Королівський прусський орден Святого Іоанна нім. Königlich Preußischer St Johanniterorden
- Княжий орден дому Гогенцоллернів
- Орден Луїзи нім. Luisenorden
- Залізний хрест нім. Eisernes Kreuz

### Історія
До 1701 року в Пруссії був тільки один орден — офіцерський хрест DE LA GÉNÉROSITÉ (Благородства). Знак ордена — мальтійської форми хрест блакитної емалі на чорній стрічці, на кінцях якого було написано по складах GÉNÉROSITÉ, а в кутах містилися фігурки орлів. До 1740 року орден перебував у забутті. У 1740 році Фрідріх II з нагоди вступу на престол відновив його під новою назвою — фр. «Pour le mérite» (За заслуги), як цивільний і військовий орден; у 1810 році був змінений  статут, після чого орден став виключно військовою нагородою. Він зберіг свій знак майже незмінним, на ньому не стало кульок на вістрях хреста і розмістилися слова нової назви, а чорна стрічка отримала срібну облямівку. У разі нагородження за неодноразові подвиги ще одна срібна смуга проходить посередині стрічки. Тільки на хресті вищого класу і на зірці у центрі знаходиться портрет Фрідріха II. Як елемент, що підсилює значення нагороди, у 1813 році встановлене так зване Золоте дубове листя. У 1842 році Фрідріх Вільгельм IV заснував цивільну відміну цього ордена, з особливим знаком, яким нагороджували лише митців і вчених.

### Орден Чорного орла
Орден Чорного орла заснований з нагоди проголошення Пруссії королівством у 1701 році. Крім членів королівського дому, що отримували знаки ордену за правом народження, число кавалерів обмежувалося тридцятьма, але згодом їх кількість стала необмеженою. Девіз SUUM QUIQUE (кожному своє) знаходиться на зірці навколо зображення чорного орла. Знак ордена — хрест темно-блакитної емалі з чорними орлами в кутах — носили. на помаранчевій стрічці або на ланцюгу, складеного з чергування фігур орлів й синьо-білих кружків з ініціалами короля і девізом.

### Орден Червоного орла
Орден Червоного орла було засновано на честь укладення миру між курфюрстом Бранденбурзьким й імператором з девізом CONCORDANT (живуть у злагоді). Задля наслідування оригінальному ордену Підв'язки, знак якого носять на одній із кінцівок; новому ордену було надано вигляд браслету. Цей браслет вважається першою ланкою в історії ордена Червоного орла. Орден мав дуже складну долю, пов'язану зі зміною династій. У 1792 році після закінчення сімейних чвар орден Червоного орла був узаконений як другий орден прусського королівського дому й отримав свою останню назву. До початку XX століття він мав 6 класів, велику різноманітність знаків,ланцюг і три зірки. Знак вищого ступеня («великий хрест») на відміну від інших має форму мальтійського хреста з орлами по кутах. Як «підсилювальні» деталі на хрестах та зірці можуть бути дубове листя, корона, одна чи навіть дві пари мечів тощо.

### Орден Іоана Єрусалимського
У 1812 році Фрідріх Вільгельм III оголосив про заснування прусського світського Ордена Іоана Єрусалимського, щоб додати здійсненій з благословення Наполеона конфіскації майна Мальтійського ордену більш-менш пристойний вигляд — хоча би для очей союзників. Різним категоріям нагороджених хрест видавався різних розмірів, сполучений із короною та золотими орлами для одних, без корони і з чорними орлами для інших. Доповненням до знаку є вирізаний з тканини хрест для лівої сторони грудей.

### Військовий орден Залізного хреста
У 1813 році заснований військовий орден Залізного хреста. Під час франко-пруської війни 1870 р. він був відновлений; те ж сталося і в 1914 році. Його знаки трьох ступенів розрізняються за розміром. Форма і кольори їх навіяні емблематикою давнього Німецького ордену. На облямованому в срібло чорному залізному хресті розміщувались ініціали засновника й дати кампаній (1813, 1815, 1870), а у центрі хреста змальована дубова гілочка.

### Жіночий орден Луїзи
У 1814 році на честь королеви заснований Жіночий орден Луїзи. Його хрест чорної емалі має в центрі оточений зірками на синьому полі ініціал L; на іншій стороні дати 1813—1814 і 1848—1849 (відновлення). У 1865 році мала місце ще одна зміна статуту. У 1871 році був встановлений жіночий Хрест заслуг у вигляді залізного хреста з маленьким червоним хрестом у центрі як винагорода за медичну службу.

### Королівський орден Гогенцоллернів
У 1851 році до системи прусських королівських орденів увійшов ще один, заснований десятьма роками раніше племінниками короля князями Фрідріхом Гогенцоллерн-Гехинген і Карлом Гогенцоллерн-Зігмарінен під назвою Княжого ордену дому Гогенцоллернів. Фрідріх Вільгельм, не припиняючи існування цього ордена, проголосив установу Королівського ордену Гогенцоллернів. Хрести біло-чорної емалі в княжій лінії мають напис FÜR TREUE UND VERDIENST (за вірність і заслуги), в королівській — VOM FELS ZUM MEER (від тверді до моря). Стрічки біло-чорні, в королівській лінії зірка двох видів і є ланцюг.

### Орден Королівської корони
У1861 році Вільгельм I  на честь своєї коронації заснував орден Королівської корони з девізом GOTT MIT UNS (з нами Бог), що мав 4 ступені, а у 1895 році Вільгельмом II був заснований орден Вільгельма, покликаний служити винагородою за заслуги в суспільній, науковій й добродійній галузях для осіб обох статей. Він представляє собою медаль, підвішену до ланцюга.

### Бранденбурзький духовний орден
Старий бранденбурзький духовний орден, заснований на честь Діви Марії в серединіXV століття і згаслий у  XVI столітті у зв'язку з реформацією, був урочисто відновлений любителем романтичних затій королем Фрідріхом Вільгельмом у 1843 р. з нагоди 400-ліття з дня затвердження першого статуту й у певному зв'язку із зростанням революційних настроїв в Німеччині. Він отримав одну зі своїх старовинних назв — орден Лебедя й допускав прийом осіб обох статей. Знак складався з фігури білого лебедя з розкинутими крилами, підвішеної до ажурного овального медальйона із зображенням Діви Марії; останній з'єднувався з ланцюгом. Кожна з її тринадцяти ланок змальовує серце, затиснуте в середньовічному знарядді під назвою бремза. 